# Quero (Espanha)
Quero é um município da Espanha na província de Toledo, comunidade autónoma de Castilla-La Mancha, de área 103,92 km² com população de 1284 habitantes (2006) e densidade populacional de 12,03 hab/km².

## Demografia
| Variação demográfica do município entre 1991 e 2004 | Variação demográfica do município entre 1991 e 2004 | Variação demográfica do município entre 1991 e 2004 | Variação demográfica do município entre 1991 e 2004 |
| --------------------------------------------------- | --------------------------------------------------- | --------------------------------------------------- | --------------------------------------------------- |
| 1991                                                | 1996                                                | 2001                                                | 2004                                                |
| 1462                                                | 1391                                                | 1255                                                | 1246                                                |